# Cosa siamo diventati
| Recensione | Giudizio |
| ---------- | -------- |
| Ondarock   | 6,5/10   |
| Rockol     | 7/10     |

Cosa siamo diventati è il terzo album in studio del cantautore italiano Diodato, pubblicato il 27 gennaio 2017 dalla Carosello Records.

## Tracce
1. Uomo fragile – 4:00
2. Colpevoli – 3:11
3. Paralisi – 4:25
4. Fiori immaginari – 4:00
5. Guai – 4:00
6. Cosa siamo diventati – 3:59
7. Mi si scioglie la bocca – 4:29
8. La verità – 3:16
9. Un po' più facile – 3:02
10. Di questa felicità – 3:16
11. Per la prima volta – 4:02
12. La luce di questa stanza – 4:09

## Classifiche
| Classifica (2017) | Posizione massima |
| ----------------- | ----------------- |
| Italia            | 48                |